# Țareva Poleana, Haskovo
Țareva Poleana (în bulgară Царева Поляна) este un sat în comuna Stambolovo, regiunea Haskovo,  Bulgaria. 

## Demografie
Componența etnică a satului Țareva Poleana
     Bulgari (64,12%)
     Turci (20,05%)
     Romi (11,86%)
     Nicio identificare (3,95%)
La recensământul din 2011, populația satului Țareva Poleana era de 354 locuitori. Din punct de vedere etnic, majoritatea locuitorilor (64,12%) erau bulgari, existând și minorități de turci (20,05%) și romi (11,86%). Pentru 3,95% din locuitori nu este cunoscută apartenența etnică.